# Таран Євген Миколайович
Євген Миколайович Таран (нар. 11 квітня 1980) — український футболіст, нападник.

## Життєпис
Виступав за «Іллічівець», «Миколаїв» і білоруський «Дніпро» (Могильов). У липні 2008 року перейшов у «Кримтеплицю».
У березні 2011 року, після того як тренерський штаб таджицького клубу «Худжанд» поповнив український фахівець Володимир Уткін, був запрошений у цю команду. Разом з Тараном у Таджикистані грали Сергій Бербат і Денис Сенчук. З 2012 по 2013 рік виступав за аматорський клуб «Спартак-КПУ» (Запоріжжя).